# Warme Steinach
Die Warme Steinach ist ein knapp 25 km langer rechter Nebenfluss des Roten Mains im bayerischen Oberfranken, der im Landkreis Bayreuth und in der kreisfreien Stadt Bayreuth verläuft.

## Geographie

### Verlauf
Die Warme Steinach, in Bayreuth nur Steinach genannt, entspringt in einem Wald auf einer Höhe von etwa 788 m ü. NHN am Südhang des Ochsenkopfs im Fichtelgebirge.
Sie fließt durch Warmensteinach, Sophienthal, Weidenberg, Görschnitz, Untersteinach, Döhlau und die Bayreuther Gemeindeteile Friedrichsthal und Laineck.
Sie fließt noch an der Walkmühle vorbei und mündet schließlich in Laineck nördlich von Sankt Johannis aus dem Ostnordosten kommend auf einer Höhe von ungefähr 346 m ü. NHN von rechts in den zuletzt aus dem Südosten heranziehenden Roten Main.
Der 24,6 km lange Lauf der Warmen Steinach endet ungefähr 442 Höhenmeter unterhalb ihrer Quelle, sie hat somit ein mittleres Sohlgefälle von etwa 18 ‰.

Die Warme Steinach
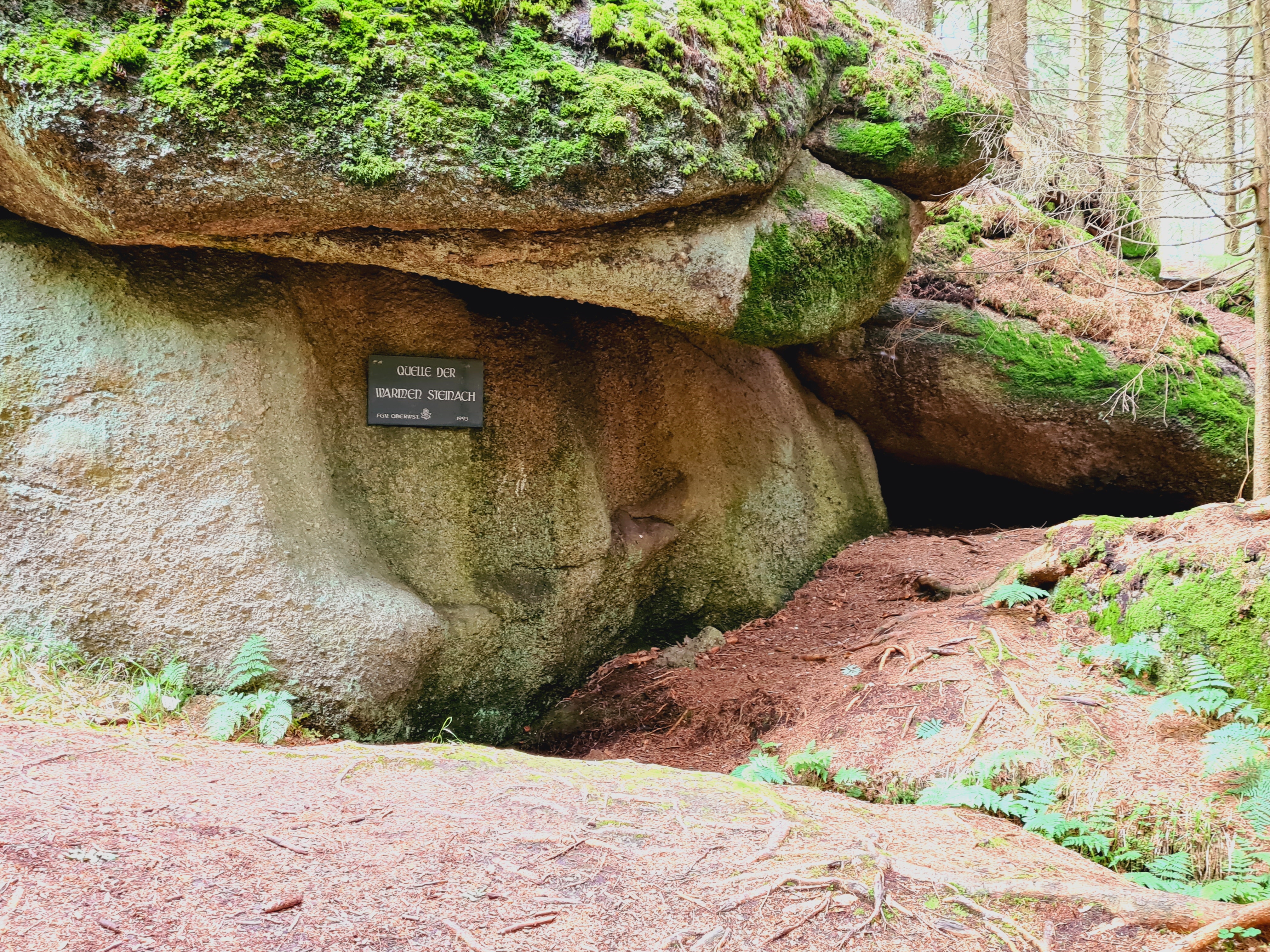
… bei ihrer Quelle
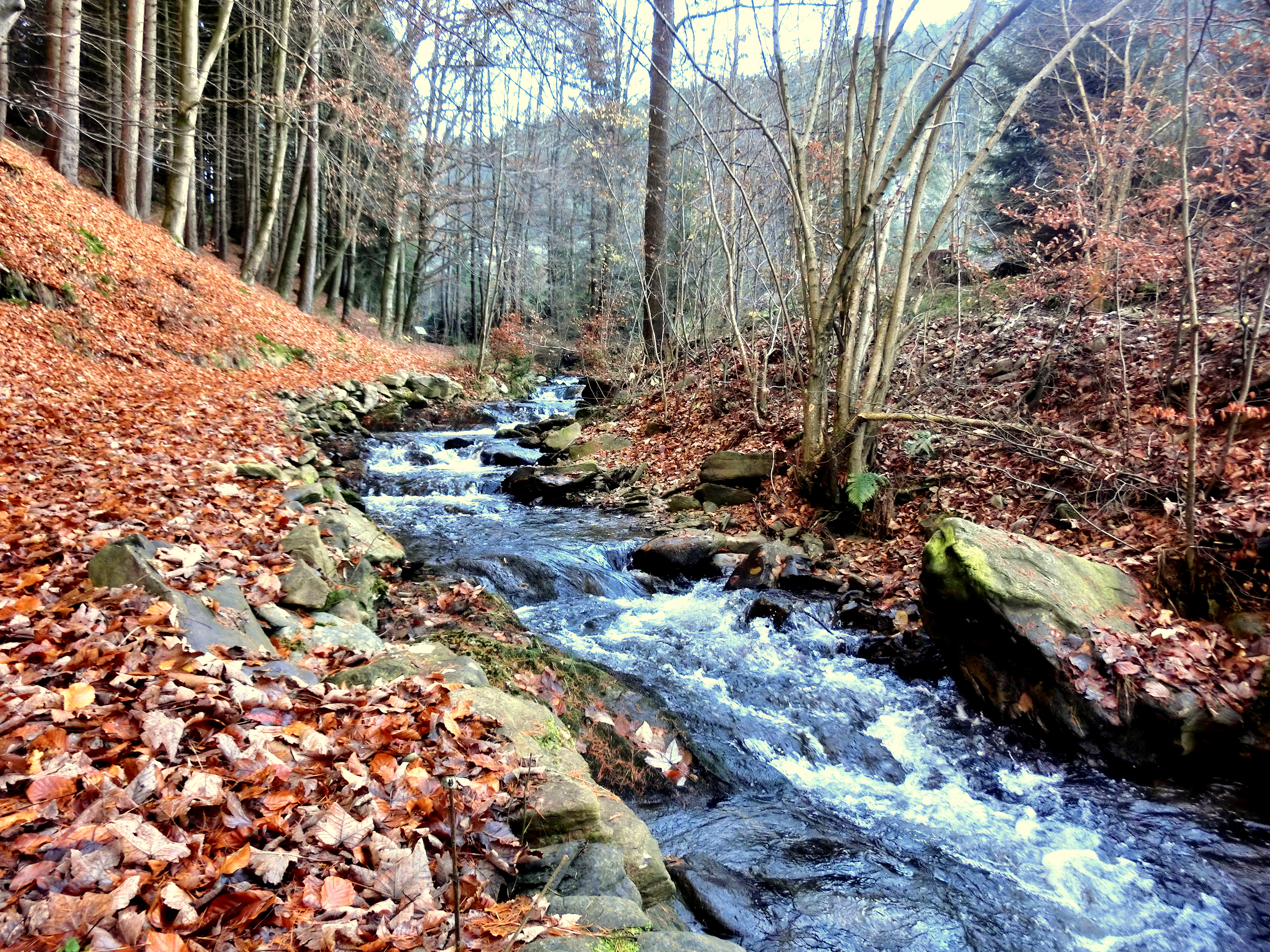
… bei Grenzhammer
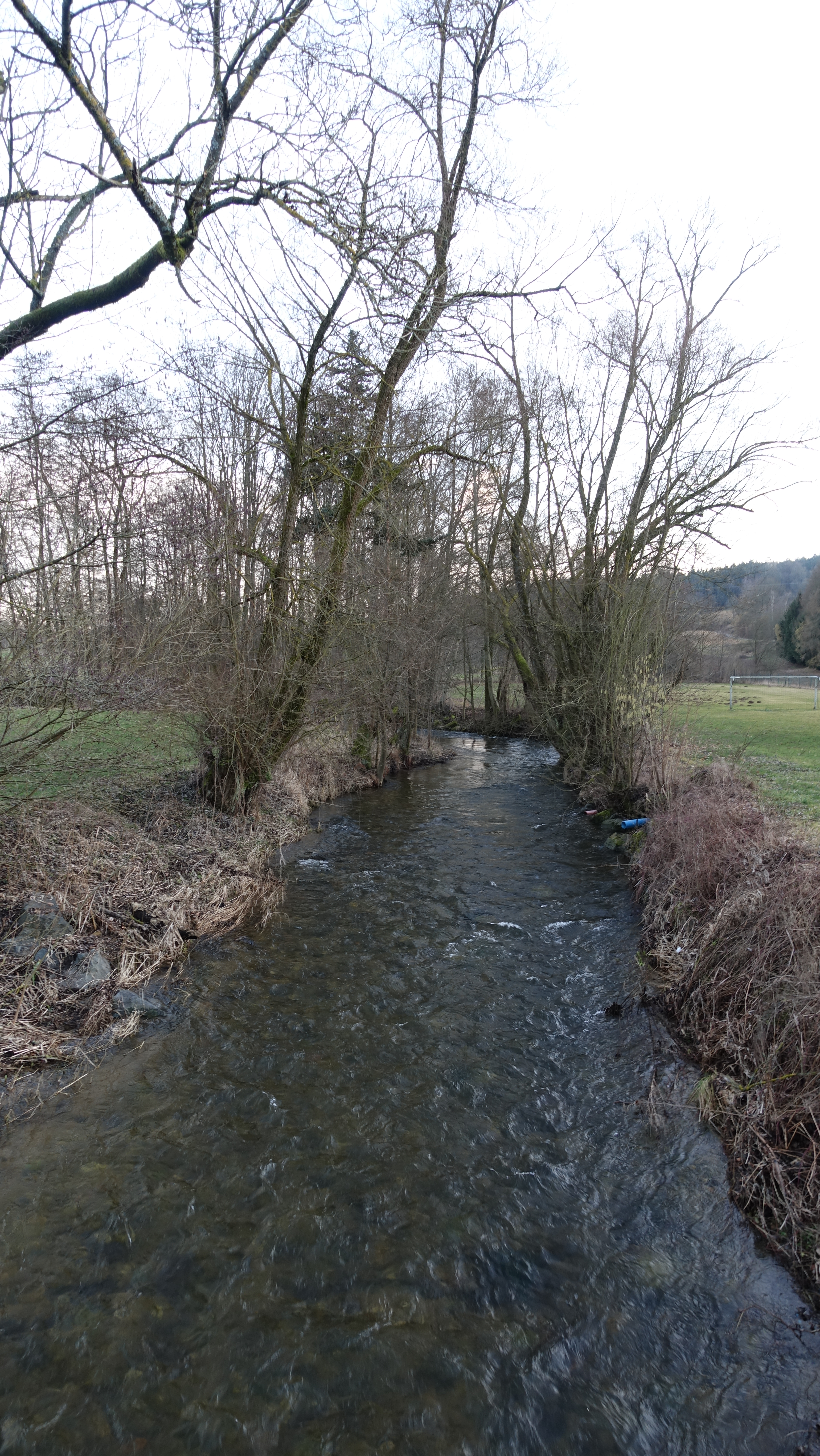
… bei Görschnitz
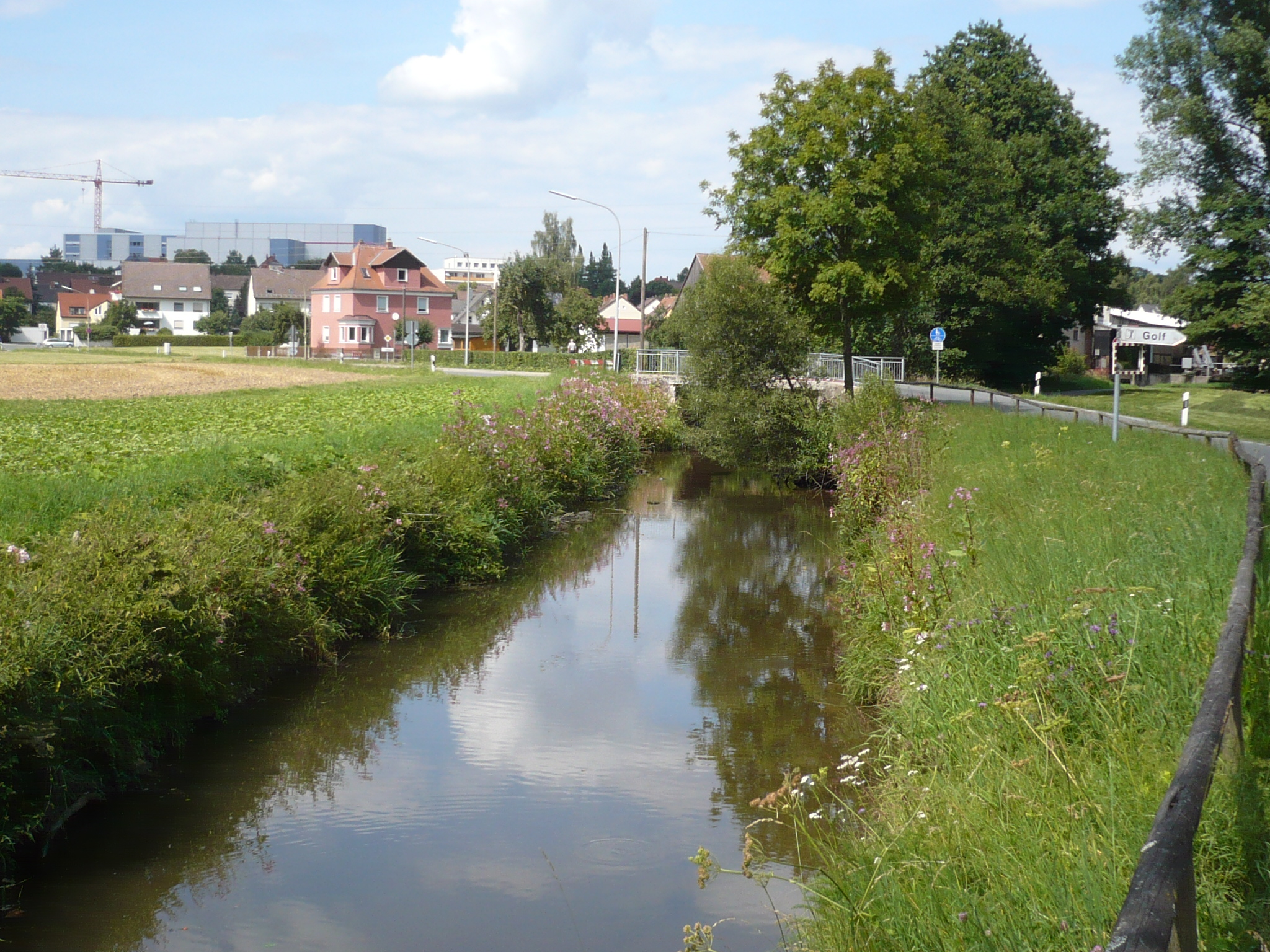
Die Steinach kurz vor der Mündung in den Roten Main
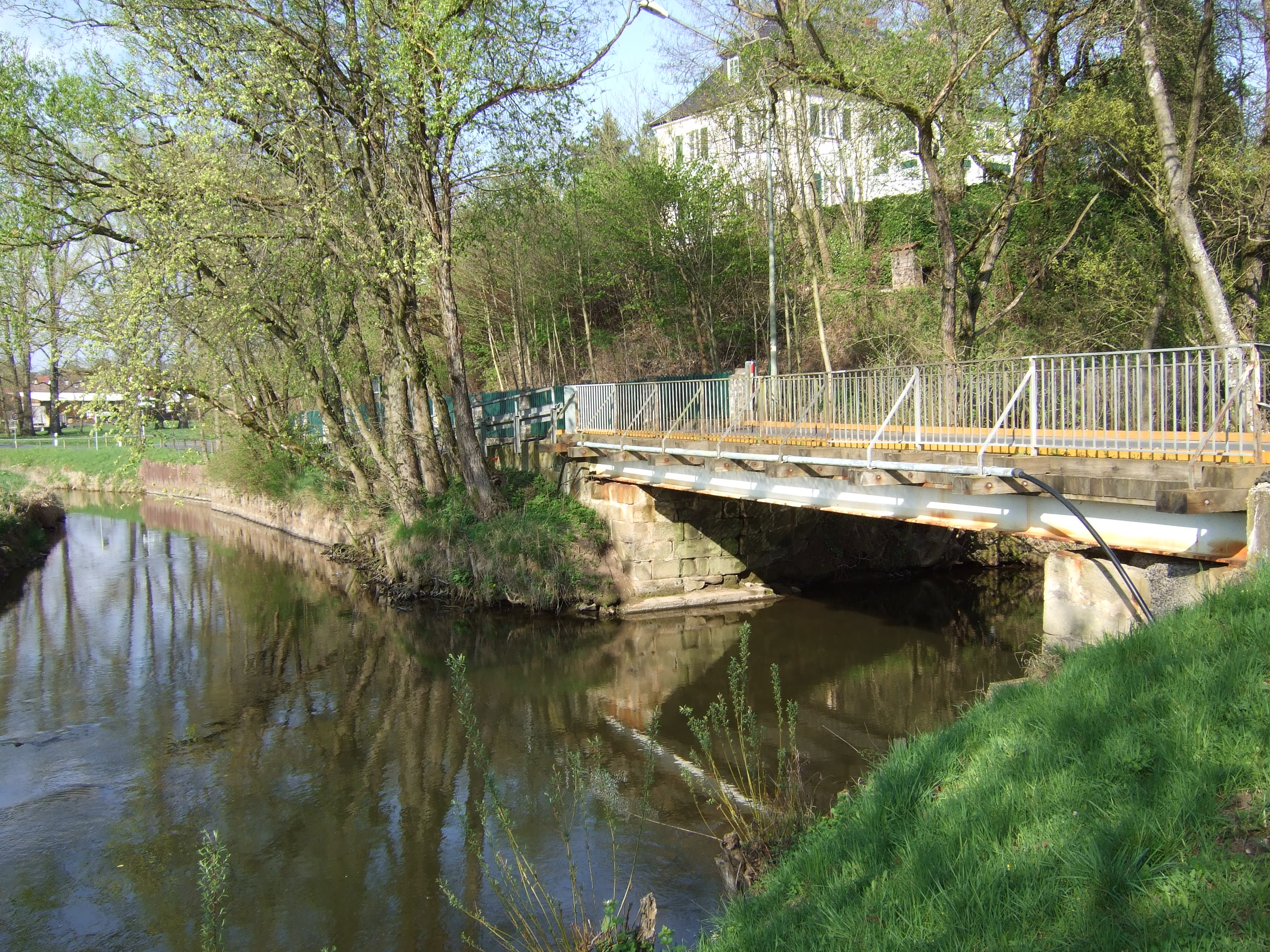
Mündung der Steinach (von hinten) in den  Roten Main (von rechts)

### Zuflüsse
Direkte und indirekte Zuflüsse
Direkte Zuflüsse:

(von der Quelle zur Mündung)
| - Mausbach (links) - Reinbach (links) - Kropfbach (rechts) - Reisigbach (links) - Kleiner Farnbach (rechts) - Kieselriedbach (links) - Großer Farnbach (rechts) - Finstergraben (rechts) | - Lochbach (rechts) - Wurzbach (links) - Felchrangenbach (links) - Tiefenbachgraben (rechts) - Felchrangenbächlein (links) - Kleeleitenbach (rechts) - Steinbach (links) - Scherzerbach (links) | - Stephansbach (links) - Sickerbach (rechts) - Weißenbächlein (rechts) - Ölgraben (rechts) - Krebsbächlein (rechts) - Bärenbächlein (links) - Hilpertsgraben (links) |

### Flusssystem Roter Main
- Fließgewässer im Flusssystem Roter Main

## Geschichte
Georg Wilhelm von Brandenburg-Bayreuth ließ den Brandenburger See in St. Georgen am See anlegen und bei Döhlau den Döhlauer Graben aus der Warmen Steinach ableiten, um ihn zu speisen. Auf dem auch „Brandenburger Weiher“ genannten See stellte man im 18. Jahrhundert Seeschlachten mit Schiffen bis zu 18 Metern Länge nach.
Mit dem Wasser der Warmen Steinach wurden zahlreiche Mühlen betrieben. Die Walkmühle im Bayreuther Stadtteil Laineck wurde vor 1728 als Marmormühle angelegt und ist nach wie vor als Schneidmühle in Betrieb. In Mittlernhammer bei Sophienthal und am Döhlauer Graben in Friedrichsthal existieren kleine, privat betriebene Wasserkraftwerke.

Warme Steinach und Döhlauer Graben in Laineck, Riediger-Plan von 1745
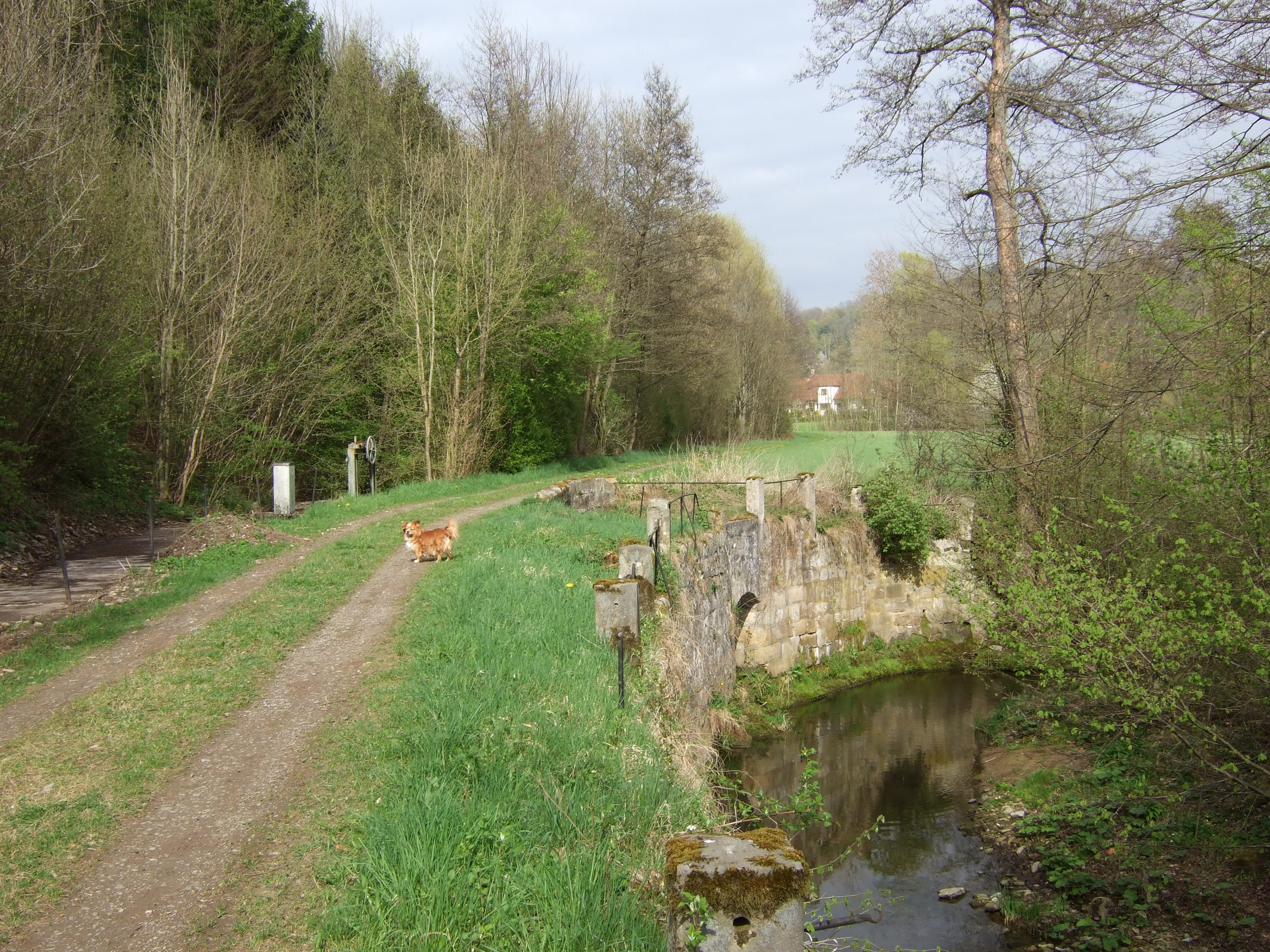
Döhlauer Graben (links) und Warme Steinach nahe Döhlau
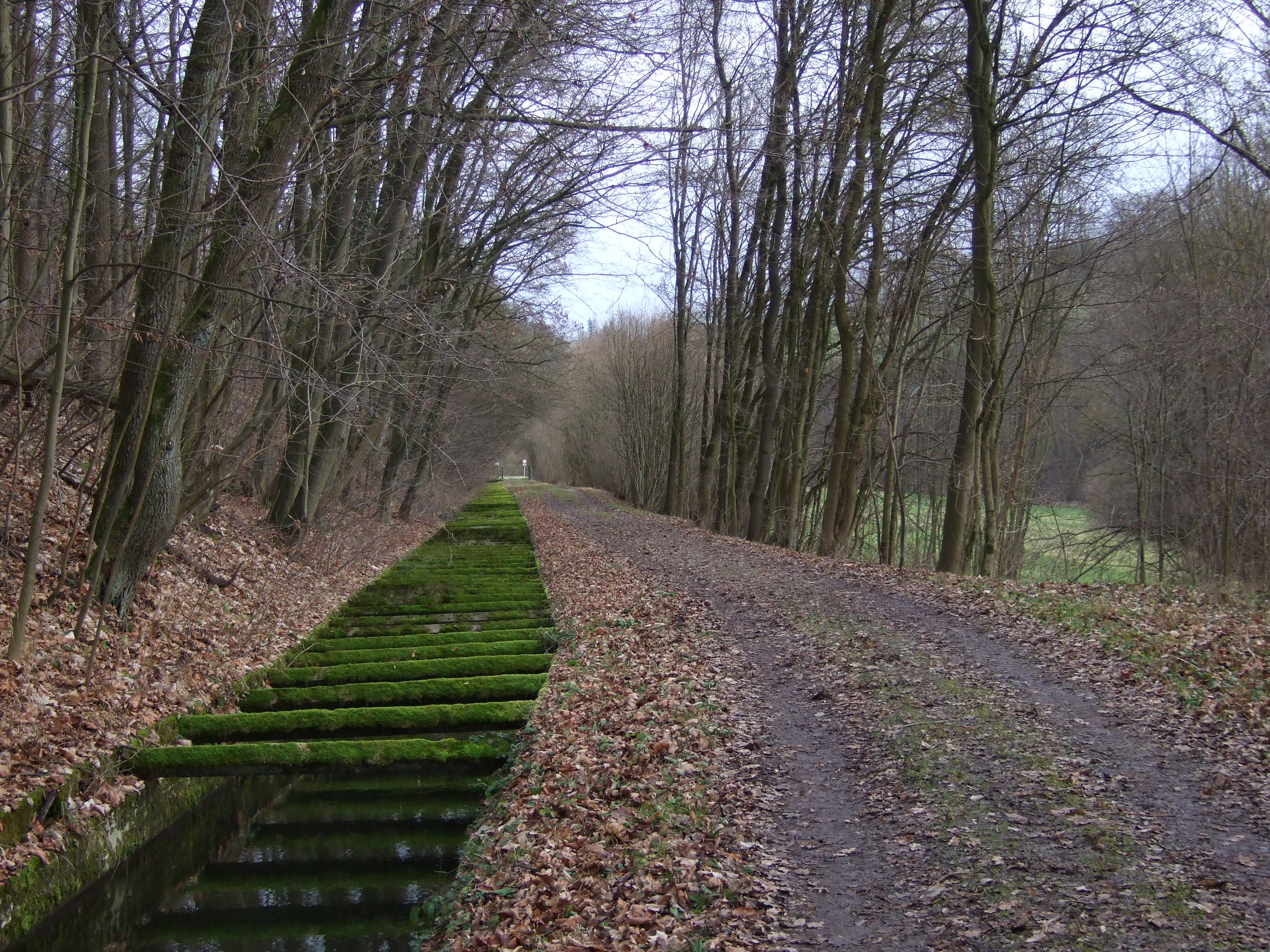
Döhlauer Graben bei Friedrichsthal, rechts im Talgrund die Warme Steinach
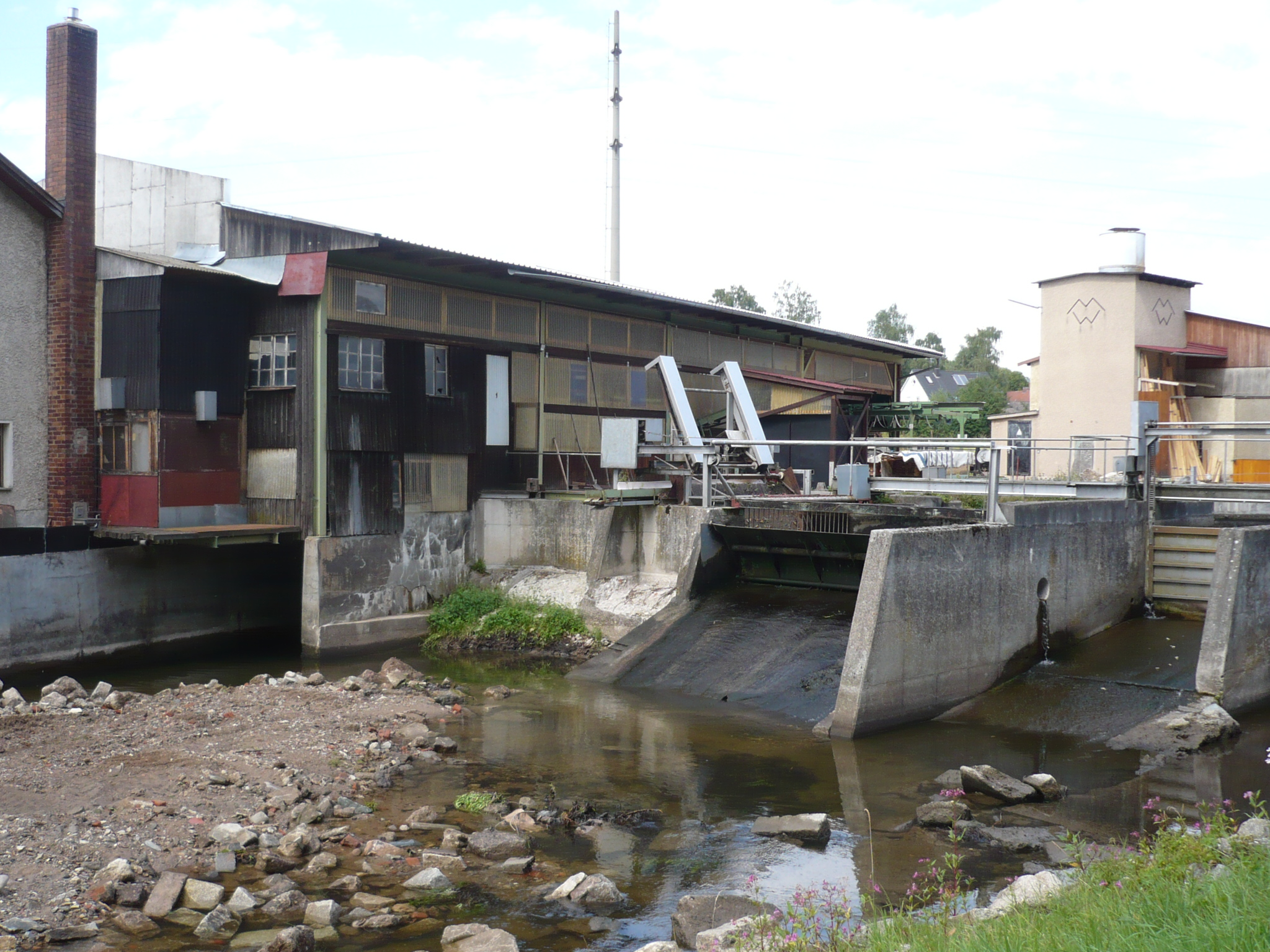
Steinachwehr an der Walkmühle in Bayreuth